# Beisasse
Ein Beisasse (auch Beiwohner, Beisitzer, Inwohner, Schutzverwandter, Schutzbürger, Hintersasse) ist Bürger einer Stadt mit eingeschränktem Bürgerrecht. Der Unterschied zwischen Bürgern und Beisassen entwickelte sich im mittelalterlichen Stadtrecht und bestand bis ins 19. Jahrhundert, in der Schweiz bis zur Totalrevision der Bundesverfassung im Jahr 1874.

## Rechtliche Stellung
Beisassen waren ursprünglich die niedrigste soziale Schicht eines Dorfes. Sie waren in der Gemeinde nur geduldet. Fielen sie irgendwie zur Last, mussten sie wegziehen.
Vollwertiger Bürger einer Stadt konnte in der Regel nur werden, wer Sohn eines Bürgers war oder über ein bestimmtes Vermögen verfügte. Oft waren auch nur Angehörige bestimmter Berufe, zum Beispiel zunftfähige Handwerker, und bestimmter Konfessionen zum Bürgerrecht zugelassen. In Augsburg beispielsweise durften Beisitzer keinen Grundbesitz erwerben und kein zünftisches Gewerbe ausüben, da die Aufnahme in eine Handwerkskorporation, aber auch in die Herren- oder die Kaufleutestube den Besitz des Bürgerrechts voraussetzte. Mit dem Bürgerrecht verbunden war die Bürgerpflicht, beispielsweise Steuer- und Dienstpflichten, sowie die Ableistung eines Bürgereides.
Ein Beisasse unterstand ebenfalls dem Schutz des Stadtrechtes, musste für „Schutz und Schirm“ aber ein Beisitzgeld zahlen. Beisassen unterstanden im Regelfall der städtischen Jurisdiktion, blieben aber von wesentlichen politischen Rechten, beispielsweise der Vertretung im Rat, ausgeschlossen. Der Inbegriff der ihnen gewährten Rechte ist das Beisassenrecht, ihre Verfassungsurkunde die Beisassenordnung, die zu entrichtende Abgabe das Beisassengeld. Als Unterpfand für die Einhaltung seiner Obliegenheiten leistete der Beisasse früher den Beisasseneid. 
Die nach 1848 erlassenen Verfassungsurkunden der einzelnen deutschen Staaten haben fast durchweg den Unterschied zwischen eigentlichen Bürgern und Schutzbürgern aufgehoben, wie es auch schon zuvor in einzelnen Staaten, beispielsweise in Baden durch Gesetz von 1831, geschehen war. In der Schweiz findet der Unterschied zwischen Vollbürgern und Beisassen oder Niedergelassenen heute noch namentlich in der Bürgergemeinde praktische Anwendung. Es existiert dort kaum eine Gemeinde, in der neben den eigentlichen Gemeindemitgliedern nicht auch eine größere oder geringere Zahl von Niedergelassenen wohnen.